# Batalha de Juba (2016)
A Batalha de Juba de 2016 foi uma série de confrontos na capital do Sudão do Sul, Juba, entre facções rivais do Exército Popular de Libertação do Sudão (em inglês: Sudan People's Liberation Army, SPLA) leais ao presidente Salva Kiir e ao vice-presidente Riek Machar, respectivamente.

## Antecedentes
Em agosto de 2015, ambos os lados assinaram um acordo de paz para encerrar a Guerra Civil Sul-Sudanesa. Machar foi posteriormente reconduzido como vice-presidente em abril de 2016.  Pelo menos 1.400 soldados leais a Machar moveram-se para Juba antes de ele retornar, montando um acampamento perto do quartel das tropas leais a Kiir. Ambos os lados suspeitavam profundamente um do outro.  Em 3 de julho, um soldado leal a Machar, o Tenente-Coronel George Gismala, foi morto por agentes de segurança do governo. O assassinato levou a um aumento nas tensões dentro de algumas forças de segurança em Juba.

## Batalha
Os combates começaram com um incidente em 7 de julho, quando soldados leais a Machar foram parados em um posto de controle no distrito de Gudele, em Juba. A violência eclodiu,  supostamente iniciada por soldados do governo.  O incidente deixou cinco soldados leais a Kiir mortos e dois soldados de afiliação não especificada feridos.  Na noite seguinte, tropas governistas atacaram carros blindados pertencentes a diplomatas dos Estados Unidos, mas ninguém ficou ferido. 
Em 8 de julho, Kiir e Machar se reuniram no palácio presidencial para uma entrevista coletiva, tentando acalmar a situação.  Enquanto os dois conversavam com jornalistas, os guarda-costas de Machar estacionaram seus carros próximos aos da Guarda Presidencial de Kiir (conhecido como "Batalhão dos Tigres").  Após um curto período de tempo, os dois lados começaram a atirar um no outro.  Não ficou claro quem começou, já que ambos os lados se culpariam mais tarde; de qualquer forma, tanto os partidários de Machar quanto os de Kiir estavam ansiosos por uma luta. O caos  irrompeu e Kiir pessoalmente salvou Machar da morte. À medida que os combates diminuíram temporariamente, o presidente trouxe seu rival até um carro, protegendo-o com seu próprio corpo e garantindo que ele pudesse escapar. O jornalista Peter Martell argumentou que esta ação provavelmente não foi motivada por qualquer simpatia de Kiir por Machar, mas pela convicção do primeiro de que teria um efeito negativo sobre ele se seu rival fosse morto no palácio presidencial.  Os confrontos posteriormente se espalharam por toda a cidade. Os quartéis do exército irromperam em violência. O tiroteio ocorreu fora de uma base da ONU,  onde uma morte foi relatada.  As forças leais ao governo invadiram Juba, garantindo a maior parte dela. Os combates em 8 de julho deixaram 35 soldados do Movimento Popular de Libertação do Sudão na Oposição e 80 soldados do governo mortos. 

Eu tenho sido um soldado desde que eu era uma criança. Nunca experimentei uma batalha como essa. Foi soldado contra soldado e depois soldado contra civil. Os mortos alinhados nas ruas.

—Richard Bida, tenente do Exército Popular de Libertação do Sudão. 
O dia seguinte foi bastante calmo, mas Kiir ordenou que suas tropas finalmente perseguissem e matassem Machar em 10 de julho.  O combate se concentrou em Jebel e Gudele, onde as bases rebeldes estavam localizadas, bem como em uma base da ONU.  Grandes explosões e disparos também foram ouvidos perto do aeroporto. As tropas governistas usaram tanques para romper as defesas do complexo pessoal de Machar, forçando-o a fugir a pé. Os caças e helicópteros de ataque da Força Aérea do Sudão do Sul atacaram indiscriminadamente as forças rebeldes, indiferentes às vítimas civis. Em Jebel, os campos rebeldes foram bombardeados por helicópteros do governo.  Dois capacetes azuis chineses foram mortos e outros oito ficaram feridos,  quando seu veículo blindado de transporte de pessoal foi atingido por uma bomba dentro da base da ONU.  Os soldados do governo também atacaram civis com base na etnia, resultando em milhares de pessoas fugindo para salvar suas vidas. Os combates terminaram inicialmente quando uma tempestade começou.  Pelo menos 272 pessoas, incluindo 33 civis, foram mortas durante os combates em 8 de julho.
A batalha recomeçou em 11 de julho,  e Gudele e Jebel permaneceram como focos de violência. As explosões atingiram Tomping, onde o aeroporto, embaixadas e uma base da ONU estão localizados.  Morteiros foram ouvidos no centro da cidade.  Oito pessoas em um campo de refugiados da ONU foram mortas e 67 ficaram feridas com os tiroteios.  Um cessar-fogo foi anunciado;  no entanto, os relatos de tiros continuaram.  Na manhã de 12 de julho, parecia que o cessar-fogo estava em vigor.  Apesar disso, as tropas do governo, incluindo os milicianos Mathiang Anyoor, continuaram a saquear a cidade. 
Aproximadamente 50 a 100 soldados saquearam o Terrain Hotel, onde assassinaram o jornalista John Gatluak e estupraram cinco mulheres.  Dez soldados foram condenados à prisão pelos crimes em agosto de 2018. 
Mesmo dias após o fim da batalha, os soldados impediam as mulheres que se aventuravam a sairem dos campos de civis para roubá-las e estuprá-las. A Human Rights Watch comentou que se as forças de paz da ONU tivessem patrulhado as "principais áreas", menos estupros teriam ocorrido. Em 4 de agosto, o Escritório do Alto-comissário das Nações Unidas para os Direitos Humanos declarou que havia mais de 200 casos relatados de agressão sexual em Juba. A HRW também observou que os capacetes azuis da Missão das Nações Unidas no Sudão do Sul (UNMISS) na base de Thongpiny levaram mais de seis horas para permitir a entrada de civis em fuga. Durante e após a batalha, as forças governamentais bloquearam os civis em fuga e um jornalista que havia escrito um editorial crítico sobre os confrontos foi detido. 

## Consequências

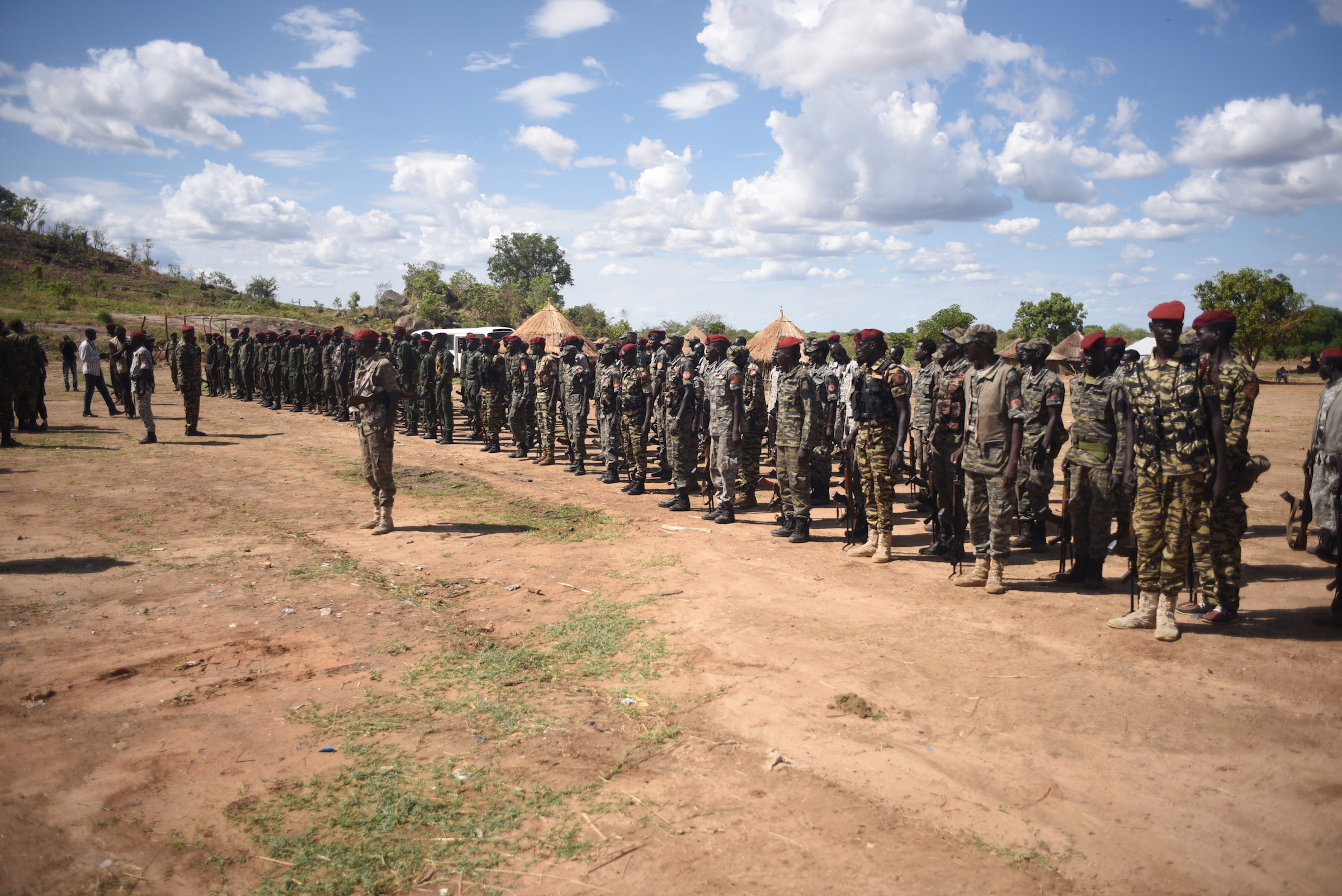
Soldados do Exército Popular de Libertação do Sudão perto de Juba, logo após os confrontos na cidade.

No geral, pelo menos 300 pessoas foram mortas nos combates,  incluindo pelo menos 33 civis  e dois soldados chineses das forças de manutenção da paz da ONU.  Onze ugandeses também estavam entre os mortos.  Aproximadamente 36.000 civis fugiram de partes da cidade devido aos confrontos.  Muitos estabelecimentos comerciais foram saqueados durante o conflito. 
Havia cerca de 600 indianos no Sudão do Sul; cerca de 450 em Juba e outros em outras partes do país na época do conflito. Dois Globemasters C-17 da Força Aérea Indiana foram destacados para evacuar os indianos e outros cidadãos estrangeiros. O primeiro voo partiu de Juba em 15 de julho (horário sul-sudanês) transportando 143 pessoas, incluindo dez mulheres e três crianças, e aterrissou em Kerala em 16 de julho. A operação foi codinomeada Operação Sankat Mochan (lit. Saviour). 
Em 12 de agosto, o Conselho de Segurança da ONU autorizou uma nova Força de Proteção Regional com mandato para proteger o Aeroporto de Juba, bem como outras instalações como parte da UNMISS. 
Com o colapso do acordo de paz, a guerra civil foi totalmente retomada e aumentou ainda mais a violência. 

### Obras citadas
- Martell, Peter (2018). First Raise a Flag. London: Hurst & Company. ISBN 978-1849049597

- Este artigo foi inicialmente traduzido, total ou parcialmente, do artigo da Wikipédia em inglês cujo título é «Battle of Juba (2016)».